# Physoconops jutogensis
Physoconops jutogensis är en tvåvingeart som beskrevs av Nayar 1968. Physoconops jutogensis ingår i släktet Physoconops och familjen stekelflugor. Inga underarter finns listade i Catalogue of Life.